# Alejsk
Alejsk (russisk: Але́йск, tr. Aléjsk) er en by i Sibirien i Rusland med 25.380 (2021) indbyggere.
Alejsk ligger ved floden Alej, en biflod til Ob, der har givet anledning til byens navn. Den er beliggende i Altaj kraj (region), en af de 83 enheder i den russiske føderation, omkring 120 km sydvest for krajens hovedby Barnaul. 
Den tidligere Alejsk flybase lå 6 km vest for byen.